# Marco Biagianti
Marco Biagianti, född 19 april 1984, är en italiensk före detta fotbollsspelare.

## Karriär
Marco Biagianti inledde karriären i hemstadens Fiorentinas ungdomsverksamhet. Innan han hann representera klubben lånades han dock ut till Fano och Chieti i Serie C2 respektive Serie C1.
Sommaren 2005 såldes han till Pro Vasto i Serie C2. Där stannade han i en och en halv säsong innan Serie A-klubben Catania tog kontakt.

### Catania
I januari 2007 anslöt Biagianti till Catania. Under sin första vår med klubben spelade han bara två matcher, men han blev sedan allt mer ordinarie. Trots att både säsongen 2010/2011 och 2011/2012 förstördes på grund av skador utnämndes Biagianti till lagkapten 2011. 2012/2013 var han oftare tillbaka i laget och bildade innermittfält tillsammans med Francesco Lodi och Sérgio Almirón.
Sommaren 2013 annonserade Biagianti en önskan att flytta närmare hemstaden Florens och 29 augusti presenterades han officiellt som spelare i Livorno, där han skrivit ett treårskontrakt.
Sommaren 2016 gick han återigen till Catania.